# كونغرس ألاباما
كونغرس ألاباما (بالإنجليزية: Alabama Legislature)‏ هي الهيئة التشريعية لولاية ألاباما، تتكون من المجلس الأعلى مجلس شيوخ ألاباما ، والمجلس الأدنى مجلس نواب ألاباما .